# Salvation Nell

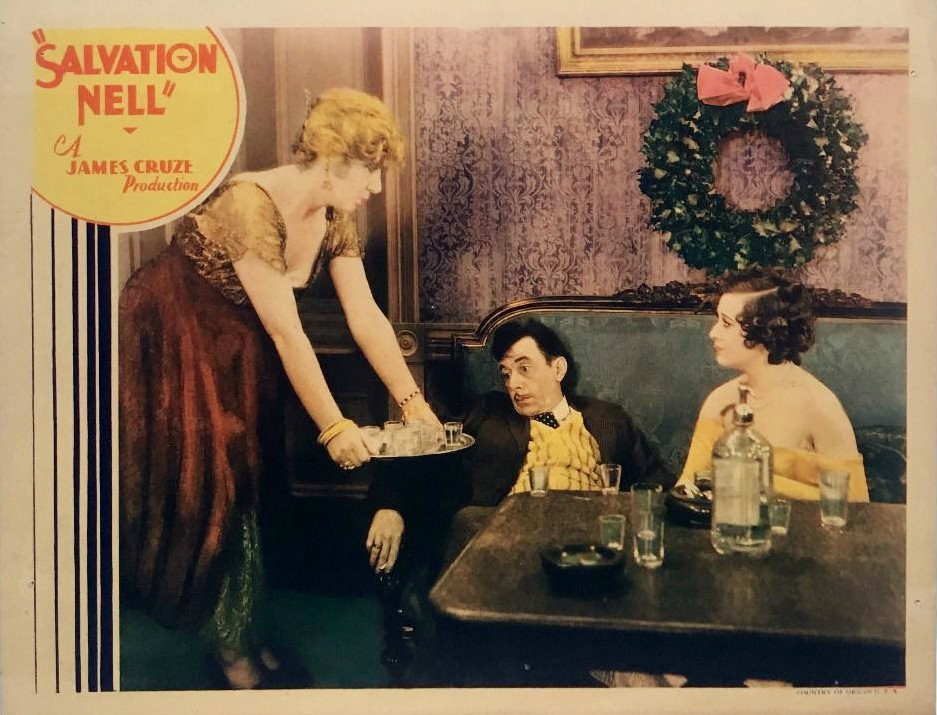
Carte promotionnelle du film

Pour plus de détails, voir Fiche technique et Distribution.
Salvation Nell est un film américain réalisé par James Cruze et sorti en 1931.

## Fiche technique
- Réalisation : James Cruze
- Scénario : d'après la pièce d'Edward Sheldon
- Producteurs : James Cruze, Samuel Zierler
- Photographie : C. Edgar Schoenbaum
- Montage : Rose Loewinger
- Genre : mélodrame[1]
- Distributeur : Tiffany Pictures
- Durée : 8 bobines
- Date de sortie : 
  - États-Unis : 1er juillet 1931

## Distribution

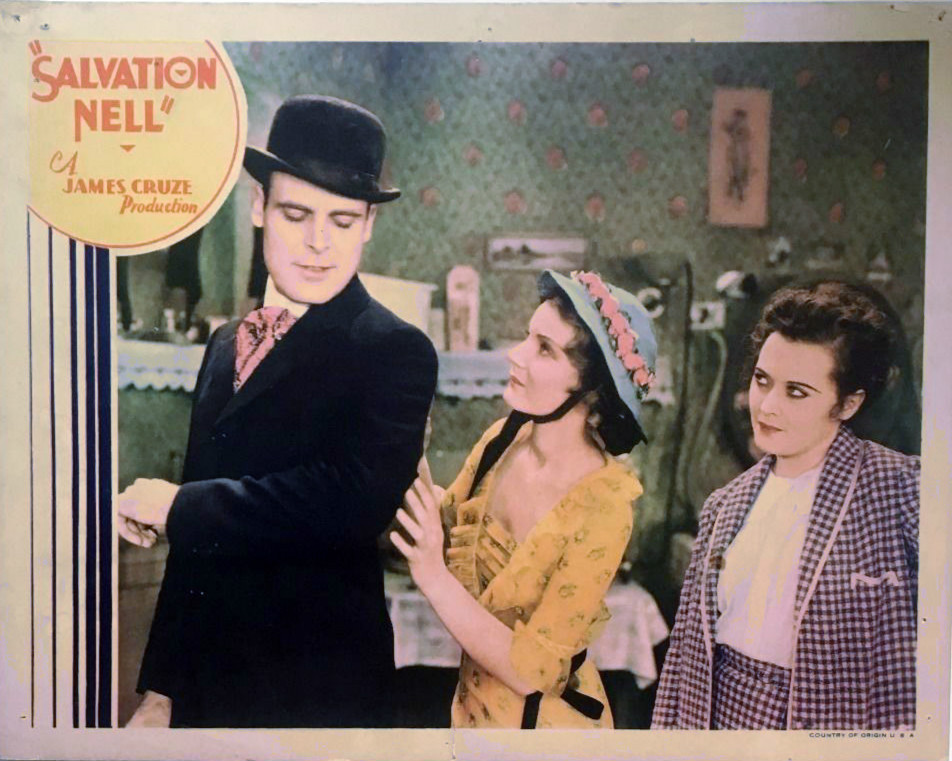
Carte promotionnelle du film

- Ralph Graves : Jim Platt
- Helen Chandler : Nell Saunders
- Sally O'Neil : Myrtle
- Jason Robards : Major Williams
- DeWitt Jennings : McGovern
- Charlotte Walker : Maggie
- Matthew Betz : Mooney
- Rose Dione : Madame Cloquette
- Wally Albright : Jimmy